# سامية الشهابي
سامية الشهابي (من مواليد 9 يناير 1981) هي حارس مرمى منتخب الجزائر لكرة اليد للسيدات. شاركت في بطولة العالم للسيدات لكرة اليد لعام 2013 في صربيا، حيث احتلت الجزائر المركز 22.